# 1978 no Brasil
Esta é uma cronologia dos fatos acontecimentos de ano 1978 no Brasil.

## Incumbente
- Presidente do Brasil -  Ernesto Geisel (15 de março de 1974 - 15 de março de 1979)

## Eventos
- 28 de março: O presidente dos Estados Unidos, Jimmy Carter, faz sua visita de três dias ao Brasil e é o quinto presidente norte-americano a visitar ao país.[1][2]
- 8 de julho: Um incêndio destrói o acervo do Museu de Arte Moderna do Rio de Janeiro.[3]
- 4 de agosto: Presidente Ernesto Geisel assina o decreto-lei, que proíbe greve nos setores de segurança nacional e serviços públicos em todo o país.[4]
- 13 de outubro: O Congresso Nacional do Brasil outorga a Emenda Constitucional n° 11, que extingue o Ato Institucional n° 5.[5]
- 14 de outubro: Aberto o canal de desvio do Rio Paraná para permitir o arranque das obras da usina hidroelétrica de Itaipu.
- 16 de outubro: General João Batista Figueiredo é eleito presidente do Brasil pelo colégio eleitoral.[6]
- 27 de outubro: A Justiça responsabiliza a União pela morte do jornalista Vladimir Herzog, ocorrida nas dependências do DOI-CODI.[7]
- 27 de dezembro: Entra em vigor a nova Lei de Segurança Nacional.[8]
- 29 de dezembro: Presidente João Figueiredo assina o decreto que revoga o banimento de 122 brasileiros e extingue a Comissão Geral de Investigações.[9]
- 31 de dezembro: Ernesto Geisel envia emenda ao Congresso Nacional para acabar com o AI-5.

## Nascimentos
- 4 de janeiro: André Neles, futebolista.
- 13 de janeiro: Paulo César Tinga, ex-futebolista.
- 19 de janeiro:
  - Thiago Lacerda, ator.
  - Eryk Rocha, diretor e roteirista.
- 31 de agosto: Regiane Alves, atriz.